# درة كي علي خاني (سبيدار)
درة کي علي خاني (بالفارسية: دره کی علی‌خانی) هي قرية تقع في إيران في قسم سبیدار الريفي. يقدر عدد سكانها بـ 38 نسمة .